# ديفيد باول
ديفيد باول (بالإنجليزية: David Powell)‏ (15 أكتوبر 1944 في المملكة المتحدة - ) هو لاعب كرة قدم بريطاني في مركز الدفاع. شارك مع منتخب ويلز تحت 21 سنة لكرة القدم ومنتخب ويلز لكرة القدم. أما مع النوادي، فقد لعب مع شيفيلد يونايتد وكارديف سيتي ونادي ريكسهام.

## وصلات خارجية
- ديفيد باول على موقع قاعدة بيانات كرة القدم.إي يو (الإنجليزية)